# آلوار آلتو

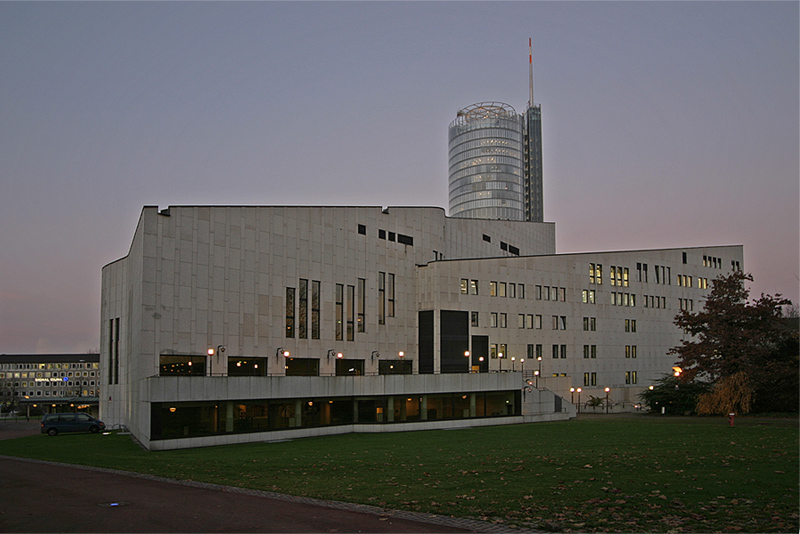
ساختمان اپرای اسن (خاتمه در سال ۱۹۵۹)

هوگو آلوار هنریک آلتو (به فنلاندی: Hugo Alvar Henrik Aalto) متولد ۱۸۹۸، معمار معروف فنلاندی و از پیشگامان معماری مدرن بود. آلتو در ۱۹۷۶ در هلسینکی درگذشت.

## زندگی
در۱۹۱۶ به پلی تکنیک هلسینکی رفت و در ۱۹۲۱ فارغ‌التحصیل شد. او از شاگردان آرماس لینگرن و لارس سونک بود.
مدت چند سال در سراسر اسکاندیناوی، اروپای مرکزی، و ایتالیا سفر کرد و مدت کوتاهی در دفتر برنامه‌ریزی نمایشگاه گوتنبرگ فعالیت داشت.

## کار حرفه‌ای
اولین دوره معماری حرفه‌ای او با شرکت در نمایشگاه صنعتی سال ۱۹۲۲ آغاز شد، هر چند کارهای مختلف دیگری نیز مرتبط به دوره دانشجویی وی شناخته شده‌است که از اهمیت خاصی برخوردار هستند.
آلتو در سال ۱۹۲۲ در ییواسکیلا اولین دفتر کارش را دایر کرد و در سال ۱۹۲۵ با آینو مارسیو ازدواج کرد. آینو مارسیو تا پایان عمرش (۱۹۴۰) مهم‌ترین همکار او بود، خصوصاً در کار اداره و مدیریت کارخانهٔ مبلمان چوبی که به سال ۱۹۲۸ در ارتباط با ساختمان آسایشگاه پایمیو تأسیس شده بود، نقش مؤثری داشت.
آلتو در سال ۱۹۲۷، ییواسکیلا را ترک گفت، شهری که در آن ساختمان‌های مهمی همچون ساختمان کلوپ کارگران و ساختمان انجمن میهن پرستان را طراحی کرده بود. کارهای او در این دوره به‌طور کلی به دورهٔ چند عملکردی و نئوکلاسیک مربوط می‌شود. او مدت کوتاهی در تورکو به سر برد که در آن زمان مهم‌ترین شهر پذیرای هنرمندان در فنلاند بود. این سال‌ها سال‌های کلیدی در تکامل معماری او محسوب می‌شوند، دوره‌ای که نشان می‌داد، کارهای او به‌طور کلی از نظر محتوایی با پیشرفته‌ترین کارهای معاصر آن عصر در اروپای مرکزی در سطح و معیار برابری قرار دارد. ساختمان‌های چند طبقه استاندارد شده در تورکو با اجزای پیش ساختهٔ بتنی که می‌توان آن‌ها را با تجربیات معاصر معماران بزرگی چون میس واندر روهه و گریپوس برابر دانست.
در سال ۱۹۲۹ بر اثر ستایش‌های زیگفرید گیدیون در گردهمایی سیام شرکت کردو کلاً به معماری مدرن جهانی روی آورد و این گردهمایی زمینه آشنایی او را با بسیاری از بزرگان معماری آن دوره فراهم آورد.

### گذار به مدرنیسم

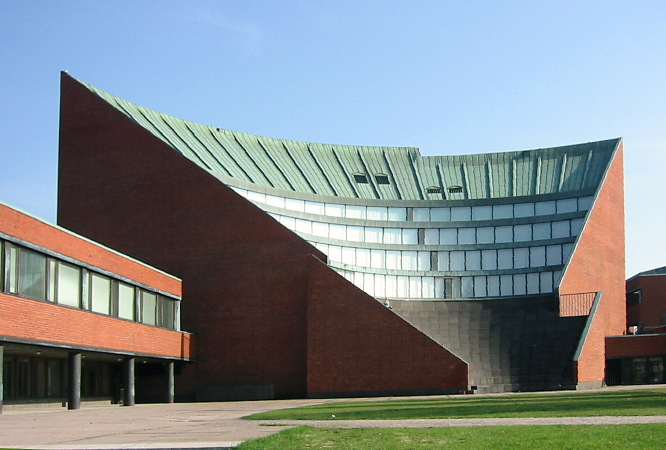
دانشگاه آلتو

در سال ۱۹۳۱ آلتو به هلسینکی بازگشت که نشانه وابستگی کامل او به زندگی فرهنگی فنلاند بود. آنچه در این سال‌ها بر آلتو در تورکو گذشت زمینه‌ساز تحول او از معماری سنتی فنلاند به مدرنیسم بود، کارهایی که او در این چند سال انجام داد در پیشبرد و توسعه شیوه معماری او نقش بسزایی داشت و موجب گسترش سبک معماری او گردید.
اگر چه جایگاه ارزشی معماری او در این دوره خارج از شناسهٔ معماری او قرار می‌گیرد، اما ظرفیت آثار او از یک سو ضرورتاً به زمان و از سوی دیگر به بی زمانی مرتبط می‌شود. به عنوان نمونه:ساختمان کتابخانه وی پور، ساخمان آسایشگاه جنوب غربی فنلاند در پایمیو و ساختمان اداره مرکزی روزنامه تورن سانومات در تورکو.
کارهای دیگر او مربوط به این دوره در زمره آثار مدرن کلاسیک به‌شمار می‌روند، به عنوان مثال:خانه شخصی او در هلسینکی، غرفه فنلاند در نمایشگاه جهانی نیویورک و مجموعه مسکونی کارخانه تولید سلولز در سونیلا.

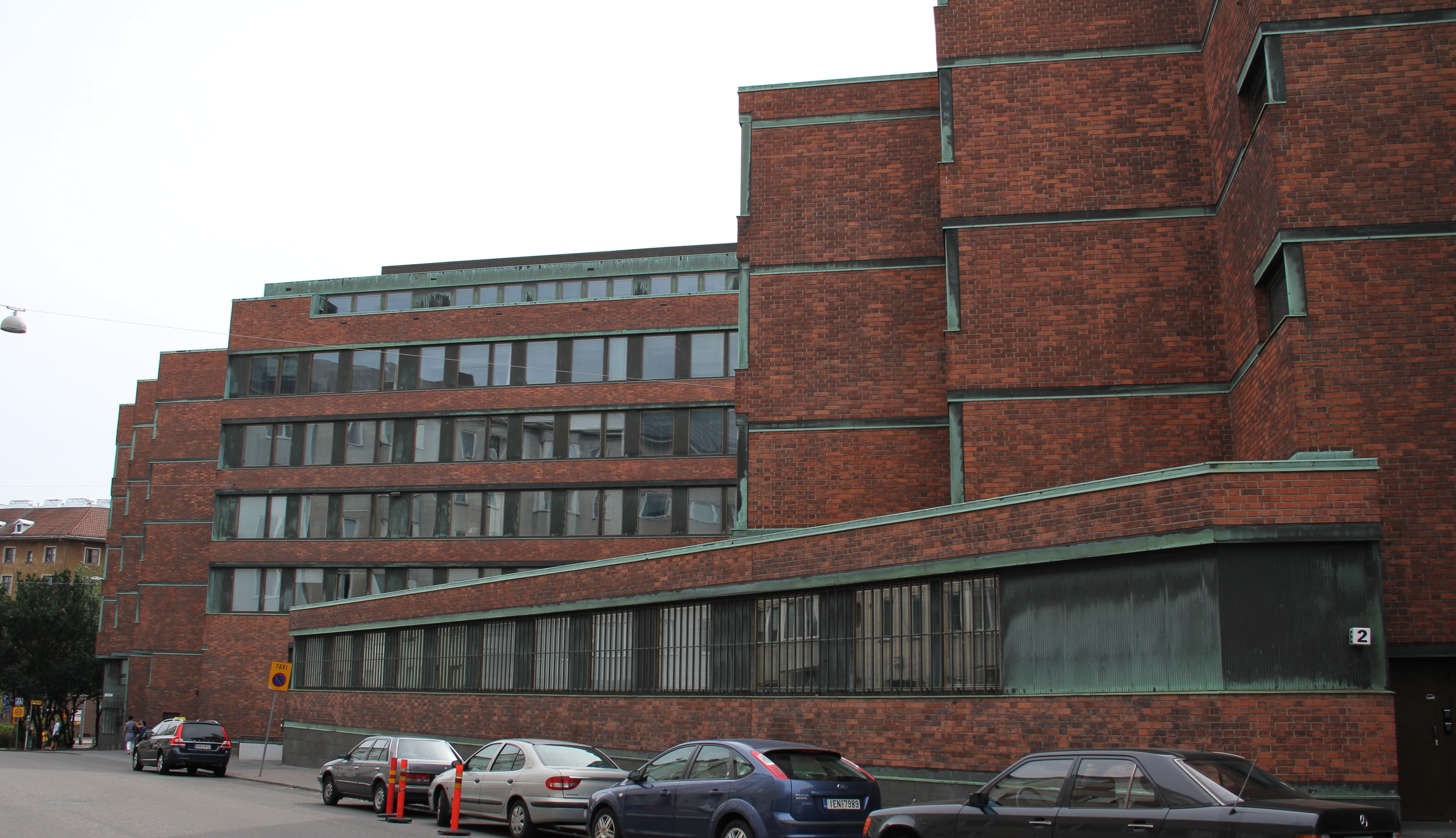
ساختمان صندوق بازنشستگی ملی فنلاند در هلسینکی، از آثار آلتو

### سال‌های جنگ
سال‌های جنگ، زمانی که آلتو در خط اول جبهه خدمت می‌کرد، و همچنین بلافاصله بعد از جنگ به شدت دست‌اندرکار بازسازی فنلاند بود (ار جمله طرح توسعه پایتخت ویران شده لپلاند فنلاند، ۵–۱۹۴۴). مدتی ار کار معماری دست کشید؛ هر چند که از اوایل سال ۱۹۵۰ ذهن او به سمت مجموعه مسایل پیچیده‌ای جهت‌گیری کرد، وبه‌طور همزمان فیزیک پایه‌ای، روان‌شناسی و نیازهای فرهنگی و اجتماعی عصر خود را مورد توجه قرار داد. کارهای مربوط به این دوره از جمله خوابگاه دانشجویان ارشد بیکر هاوس در مجموعه انستیتو تکنولوژی ماساچوست در کمبریج ماساچوست(۲–۱۹۵۰و۱۹۴۹)، که شاهکار بی نظیری از مهرورزی به ماده و نوعی احساس رمانتیک از فضا به منظور دست یابی به ارزش‌های اجتماعی و سیاسی جامعه بود. طرح اجرا نشده گورستان کلیسای مالم در شمال هلسینکی(۱۹۵۰) بازتاب حساسیت روان شناختی وی به شکنندگی انسان در برابر تجربهٔ رنج و رودرروی تصور دیگری از ماهیت واقعی حضور مرگ است؛ در اینجا آلتو به نوعی ژرف اندیشی و احساس والای شاعرانه دست یافت که در معماری این عصر همتراز و برابر با آن را نمی‌توان یافت، به همین نحو نیز پروژه غیر اجرایی قبرستان کونگز لینگبی نزدیک کپنهاگ(۱۹۵۱)، در جمع‌بندی فرایند خلاقیت او در شرح وابستگی او به طبیعت به مثابه شریک عقلانی از کارهای دیگر او موفقتر است.
سرانجام، پروژه وُگل واید پلاتس در ودن (۱۹۵۳) نشانه تناوبی دیگر در بازگشت به زمینه‌های پیچیده در کارهای اوست—بازتاب خاصی که هر جزء را به کلان فضا مرتبط می‌ساخت.
آلتو در این مقطع به کنترل مطلق کاربرد تکنیک و فضا پرداخت، که بر مبنای سی سال درگیری مدام مشغلهٔ ذهنی او با انسان و نیازهای روان شناختی بارور شده بود. همچنین در این دوره با مسائل برنامه‌ریزی مواجه بود و نقطهٔ اوج این درگیری‌ها برنامه‌ریزی‌های مختلفی بود که در مرکز پایتخت فنلاند به انجام رساند(۷۳–۱۹۵۹). مهم‌ترین ساختمان‌های او در هلسینکی بدین قرارند:ساختمان دفتر رائو تاتالو(۶–۱۹۵۲و۱۹۴۸)، ساختمان مرکز فرهنگی(۸–۱۹۵۵)، ساختمان مرکز کنفرانس فنلاند و تالار کنسرت (۱۹۷۰-۵-۱۹۷۳)و…
الیسا ماکی‌نی‌می که در رشته معماری تحصیل کرده بود در ۱۹۵۲ با آلتو ازدواج کرد و در کارهای آینده همواره با وی همکاری داشت، به ویژه در طرح توسعه ساختمان پلی تکنیک اوتانی می و ساختمان مرکز فرهنگی لاپیا در رووانیمی؛ ساختمانی که بعدها در فاصله ۱۹۷۰تا ۱۹۷۵ به منظور توسعهٔ ساختمان اداری و مرکز فرهنگی به اجرا درآمد؛ پروژهٔ اصلی آن در سال ۱۹۶۳ طراحی شده بود.
الیسا آلتو تا ۱۹۷۶ کارهای دفتر آلتو را که در هنگام مرگ او ناتمام رها شده بود یا هنوز در مرحله طراحی طبقات بود ادامه داد؛ از جمله ساختمان اپرایِ اسن (خاتمه در ۱۹۵۹) ساختمان مرکز شهری در ییواسکیلا (اتمام در ۱۹۶۴)و کلیسای لاهتی (پروژه مسابقه‌ای سال ۱۹۵۰ که در ۱۹۷۰ به اتمام رسید)

## آلتو و ایران
از پروژه‌های مهمی که آلتو به طراحی آن پرداخت، طراحی موزه هنرهای معاصر شیراز بین سال‌های ۱۹۶۹ تا ۱۹۷۳ بود.
این پروژه هرگز به مرحله ساخت نرسید.